# Dewey Readmore Books
Dewey Readmore Books (novembre 1987 circa - 29 novembre 2006) è stato il gatto della Biblioteca pubblica di Spencer (Iowa), diventato famoso in tutto il mondo. La storia di questo gatto ha ispirato il libro Io e Dewey: la storia del gatto di biblioteca che ha commosso il mondo, scritto dalla bibliotecaria di Spencer Vicki Myron e pubblicato nel 2008.
Il nome del gatto, Dewey, deriva dalla Classificazione decimale Dewey, standard di classificazione bibliografica largamente utilizzato.
| Controllo di autorità | LCCN (EN) sh2008000790 · J9U (EN, HE) 987007539905805171 |